# François Alphonse Belin
François Alphonse Belin (* 31. Juli 1817 in Paris; † 1877) war ein französischer Orientalist.

## Leben
Belin studierte am Collège de France und auf der École des langues orientales unter Silvestre de Sacy und Étienne Marc Quatremère, wurde 1843 Dolmetscher beim französischen Konsulat in Erzerum in Armenien, kam 1846 in gleicher Eigenschaft nach Kairo, 1852 als interimistischer Gesandtschaftssekretär nach Konstantinopel und fungierte 1868–1877 als französischer Generalkonsul daselbst.
Belin hat sich vorzugsweise mit den Sprachen der Araber, Perser und Türken beschäftigt und besitzt auch von der Geschichte, der Verwaltung und Gesetzgebung des mohammedanischen Orients die umfassendste Kenntnis. Außer zahlreichen Aufsätzen im Journal asiatique (seit 1839) schrieb er eine Histoire de la latinité de Constantinople (Paris 1872) und gab verschiedene persische und türkische Texte heraus, z. B. Mirchonds Leben Dschengis-chans (1841) und Histoire des Samanides (Geschichte der Sassaniden)" (1841).